# Eddie Barclay
Eddie Barclay, pseudoniem van Edouard Ruault, (Parijs, 26 januari 1921 - Boulogne-Billancourt, 13 mei 2005) was een Frans producer.
Barclay was aanvankelijk cafépianist. Op het hoogtepunt van de naoorlogse jazz stichtte hij in het Parijse Saint-Germain-des-Prés de club Barclay’s. In 1949 richtte hij zijn eerste platenlabel op, Blue Star. De daaropvolgende twintig jaar was Blue Star dé platenmaatschappij van de populairste Franse chansonniers.
Barclay heeft tal van artiesten ontdekt en bekendgemaakt, zoals Dalida, Charles Aznavour, Léo Ferré, Mireille Mathieu, Cerrone, Rhoda Scott en Claude Nougaro. Hij contracteerde Jacques Brel voor zijn platenmaatschappij Barclay.
- Bibsys: 8076967
- Biblioteca Nacional de España: XX889018
- Bibliothèque nationale de France: cb12074280w (data)
- Gemeinsame Normdatei: 123229987
- International Standard Name Identifier: 0000 0001 1068 2314
- Library of Congress Control Number: n81020269
- MusicBrainz: 9aba844f-6646-425f-8d1a-9586478fdc08
- Bibliotheek van het Japanse parlement: 001172279
- Nationale Bibliotheek van Tsjechië: xx0161546
- Nationale bibliotheek van Australië: 60951568
- Nationale Bibliotheek van Israël: 987007314294405171
- Istituto Centrale per il Catalogo Unico: LO1V395496
- Système universitaire de documentation: 029031869
- Trove: 1821858
- Virtual International Authority File: 66490670